# 張詒
張詒（?—?），直隸省定州人，清朝政治人物、進士出身。
光緒三十年，會試第141名。殿試登進士二甲104名，后授以主事分部學習。后進入日本法政大學速成班第五科。